# Mariano Trípodi
Mariano Sebastián Trípodi (Buenos Aires, Argentina. 3 de julio de 1987) es un futbolista argentino. Juega como delantero centro y su equipo actual es el C. A. Metropolitano del Campeonato Catarinense. Tiene 37 años.

## Trayectoria
Mariano Sebastián Trípodi se inició en las inferiores de Boca Juniors. El 3 de julio de 2005, jugó su único partido en Boca Juniors contra Club Almagro, en la última fecha del Torneo Clausura 2005 (Argentina). Y no tenía muchas oportunidades porque estaban Martín Palermo, Rodrigo Palacio, y Guillermo Barros Schelotto. En el 2006, fue campeón del Torneo Internacional de Ennepetal, siendo goleador con 4 goles. 
En julio de 2006, se fue al 1. FC Colonia. Los alemanes pagaron US$ 170000 por el préstamo. Y jugó un solo partido contra. En la Oberliga Nordrhein, jugó 18 partidos, marcando 6 goles.
Em julio de 2007, Trípodi fue a préstamo a Club Atlético San Martín (San Juan), y después de jugar 4 partidos por el Torneo Apertura 2007 se fue en diciembre.
El 7 de febrero de 2008 Trípodi firmó contrato por dos años con Santos Futebol Clube. Su primer gol ahí fue en la victoria por 2 a 1 contra o Corporación Nuevo Cúcuta Deportivo, por la Copa Libertadores. Aquí compartió la delantera con el chileno Sebastián Pinto además de conocer al recién juvenil ascendido Paulo Henrique Ganso. 
El 22 de agosto de 2008, fue a préstamo al Esporte Clube Vitória y solo jugó 4 partidos.
En 2009, fue otra vez a préstamo, esta vez al Clube Atlético Mineiro compartiendo la delantera con Diego Tardelli. Con la llegada del nuevo entrenador, Celso Roth, Trípodi tenía rescindido su contrato, volvió al Santos Futebol Clube y estaba rescindido también su contrato. Luego de arreglar su vinculación, jugó en Arsenal de Sarandí. 
A mediados del 2011 llega al FC Vaduz club donde se convirtió en referente, usando el número 9, llegando incluso a jugar la UEFA Europa League
En el 2015 se desempeñó en el Joinville club con el cual descendió.

## Clubes
| Club                   | País          | Año           |
| ---------------------- | ------------- | ------------- |
| Boca Juniors           | Argentina     | 2005-2006     |
| 1. FC Colonia          | Alemania      | 2006-2007     |
| San Martín de San Juan | Argentina     | 2007          |
| Santos F. C.           | Brasil        | 2008          |
| E. C. Vitoria          | Brasil        | 2008          |
| Atlético Mineiro       | Brasil        | 2009          |
| C. A. Metropolitano    | Brasil        | 2010          |
| Arsenal de Sarandi     | Argentina     | 2010          |
| Tochigi S. C.          | Japón         | 2011          |
| F.C. Vaduz             | Liechtenstein | 2011-2013     |
| Caxias do Sul          | Brasil        | 2013          |
| Paraná                 | Brasil        | 2014          |
| Rio Branco             | Brasil        | 2014          |
| C. A. Metropolitano    | Brasil        | 2015          |
| Joinville E. C.        | Brasil        | 2015-2016     |
| E. C. Santo André      | Brasil        | 2016          |
| Ferro Carril Oeste     | Argentina     | 2016          |
| C. A. Metropolitano    | Brasil        | 2017          |
| Deportivo Español      | Argentina     | 2017          |
| Unión San Felipe       | Chile         | 2018          |
| Talleres (RdE)         | Argentina     | 2018-2019     |
| C. A. Metropolitano    | Brasil        | 2019-Presente |

## Estadísticas
Actualizado al 11 de septiembre de 2016

| Club                         | Div.                | Temporada           | Liga  | Liga | Liga | Copas Nacionales (1) | Copas Nacionales (1) | Copas Nacionales (1) | Copas Internacionales (2) | Copas Internacionales (2) | Copas Internacionales (2) | Total | Total | Total |   |
| Club                         | Div.                | Temporada           | PJ    | G    | A    | PJ                   | G                    | A                    | PJ                        | G                         | A                         | PJ    | G     | A     |   |
| ---------------------------- | ------------------- | ------------------- | ----- | ---- | ---- | -------------------- | -------------------- | -------------------- | ------------------------- | ------------------------- | ------------------------- | ----- | ----- | ----- | - |
| Boca Argentina               |                     |                     |       |      |      |                      |                      |                      |                           |                           |                           |       |       |       |   |
| 1.ª                          | 2005-06             | 1                   | 0     | 0    | —    | —                    | —                    | —                    | —                         | —                         | 1                         | 0     | 0     |       |   |
| Total                        | Total               | 1                   | 0     | 0    | —    | —                    | —                    | —                    | —                         | —                         | 1                         | 0     | 0     |       |   |
| 1. FC Köln · Alemania        | 1.ª                 | 2006-07             | 1     | 1    | 0    | —                    | —                    | —                    | —                         | —                         | —                         | 1     | 1     | 0     |   |
| 1. FC Köln · Alemania        | Total               | Total               | 1     | 1    | 0    | —                    | —                    | —                    | —                         | —                         | —                         | 1     | 1     | 0     |   |
| San Martín (SJ) Argentina    | 1.ª                 | 2007-08             | 4     | 0    | 0    | —                    | —                    | —                    | —                         | —                         | —                         | 4     | 0     | 0     |   |
| San Martín (SJ) Argentina    | Total               | Total               | 4     | 0    | 0    | —                    | —                    | —                    | —                         | —                         | —                         | 4     | 0     | 0     |   |
| Santos · Brasil              | 1.ª                 | 2008                | 2     | 0    | 0    | —                    | —                    | —                    | —                         | —                         | —                         | 2     | 0     | 0     |   |
| Santos · Brasil              | Total               | Total               | 2     | 0    | 0    | —                    | —                    | —                    | —                         | —                         | —                         | 2     | 0     | 0     |   |
| Vitoria · Brasil             | 1.ª                 | 2008                | 4     | 0    | 0    | —                    | —                    | —                    | —                         | —                         | —                         | 4     | 0     | 0     |   |
| Vitoria · Brasil             | Total               | Total               | 4     | 0    | 0    | —                    | —                    | —                    | —                         | —                         | —                         | 4     | 0     | 0     |   |
| Atlético Mineiro · Brasil    | 1.ª                 | 2009                | 4     | 0    | 0    | —                    | —                    | —                    | —                         | —                         | —                         | 4     | 0     | 0     |   |
| Atlético Mineiro · Brasil    | Total               | Total               | 4     | 0    | 0    | —                    | —                    | —                    | —                         | —                         | —                         | 4     | 0     | 0     |   |
| Metropolitano · Brasil       | 1.ª                 | 2010                | 0     | 0    | 0    | —                    | —                    | —                    | —                         | —                         | —                         | 0     | 0     | 0     |   |
| Metropolitano · Brasil       | Total               | Total               | 0     | 0    | 0    | —                    | —                    | —                    | —                         | —                         | —                         | 0     | 0     | 0     |   |
| Arsenal de Sarandi Argentina | 1.ª                 | 2010-11             | 0     | 0    | 0    | —                    | —                    | —                    | —                         | —                         | —                         | 0     | 0     | 0     |   |
| Arsenal de Sarandi Argentina | Total               | Total               | 0     | 0    | 0    | —                    | —                    | —                    | —                         | —                         | —                         | 0     | 0     | 0     |   |
| Tochigi SC Japón             | 2.ª                 | 2011                | 4     | 0    | 0    | —                    | —                    | —                    | —                         | —                         | —                         | 4     | 0     | 0     |   |
| Tochigi SC Japón             | Total               | Total               | 4     | 0    | 0    | —                    | —                    | —                    | —                         | —                         | —                         | 4     | 0     | 0     |   |
| FC Vaduz Liechtenstein       | 2.ª                 | 2011/12             | 22    | 6    | 0    | —                    | —                    | —                    | —                         | —                         | —                         | 22    | 6     | 0     |   |
| FC Vaduz Liechtenstein       | 2.ª                 | 2012/13             | 28    | 5    | 0    | —                    | —                    | —                    | —                         | —                         | —                         | 28    | 5     | 0     |   |
| FC Vaduz Liechtenstein       | Total               | Total               | 50    | 11   | 0    | —                    | —                    | —                    | —                         | —                         | —                         | 50    | 11    | 0     |   |
| Caxias do Sul · Brasil       | 3.ª                 | 2013                | 16    | 2    | 0    | —                    | —                    | —                    | —                         | —                         | —                         | 16    | 2     | 0     |   |
| Caxias do Sul · Brasil       | Total               | Total               | 16    | 2    | 0    | —                    | —                    | —                    | —                         | —                         | —                         | 16    | 2     | 0     |   |
| Rio Branco · Brasil          | 1.ª                 | 2014                | 4     | 0    | 0    | —                    | —                    | —                    | —                         | —                         | —                         | 4     | 0     | 0     |   |
| Rio Branco · Brasil          | Total               | Total               | 4     | 0    | 0    | —                    | —                    | —                    | —                         | —                         | —                         | 4     | 0     | 0     |   |
| Metropolitano · Brasil       | 1.ª                 | 2015                | 17    | 5    | 0    | —                    | —                    | —                    | —                         | —                         | —                         | 17    | 5     | 0     |   |
| Metropolitano · Brasil       | Total               | Total               | 17    | 5    | 0    | —                    | —                    | —                    | —                         | —                         | —                         | 17    | 5     | 0     |   |
| Joinville · Brasil           | 1.ª                 | 2015                | 3     | 1    | 0    | —                    | —                    | —                    | —                         | —                         | —                         | 3     | 1     | 0     |   |
| Joinville · Brasil           | 1.ª                 | 2016                | 3     | 0    | 0    | —                    | —                    | —                    | —                         | —                         | —                         | 3     | 0     | 0     |   |
| Joinville · Brasil           | Total               | Total               | 6     | 1    | 0    | —                    | —                    | —                    | —                         | —                         | —                         | 6     | 1     | 0     |   |
| Santo André · Brasil         | 4.ª                 | 2016                | 9     | 0    | 0    | —                    | —                    | —                    | —                         | —                         | —                         | 9     | 0     | 0     |   |
| Santo André · Brasil         | Total               | Total               | 9     | 0    | 0    | —                    | —                    | —                    | —                         | —                         | —                         | 9     | 0     | 0     |   |
| Ferro Argentina              | 2.ª                 | 2016-17             | 0     | 0    | 0    | 0                    | 0                    | 0                    | —                         | —                         | —                         | 0     | 0     | 0     |   |
| Ferro Argentina              | Total               | Total               | 0     | 0    | 0    | 0                    | 0                    | 0                    | —                         | —                         | —                         | 0     | 0     | 0     |   |
| Metropolitano · Brasil       | 1.ª                 | 2017                | 0     | 0    | 0    | 0                    | 0                    | 0                    | —                         | —                         | —                         | 0     | 0     | 0     |   |
| Metropolitano · Brasil       | 1.ª                 | Total               | Total | 0    | 0    | 0                    | 0                    | 0                    | 0                         | —                         | —                         | —     | 0     | 0     | 0 |
| Total en su carrera          | Total en su carrera | Total en su carrera | 122   | 20   | 0    | 0                    | 0                    | 0                    | 0                         | 0                         | 0                         | 122   | 20    | 0     |   |